# Flyd mine tårer
Flyd mine tårer er en dansk kortfilm fra 2005, der er instrueret af Tea Lindeburg efter manuskript af hende selv og Christian Torpe.

## Handling
Da Anna forlades af sin kæreste, Mikkel, styrter hendes verden sammen, og en række uforklarlige hændelser begynder at udfolde sig. Foruroliget prøver hun at finde ud af, hvad der ligger bag, men i stedet for at nærme sig en forklaring, synes verden omkring hende blot at opløses, indtil hun ikke længere kan kende virkelighed fra fiktion.